# Слов'янська поетична премія
Міжнародна поетична премія, заснована 2013 року Харківською обласною організацією Національної спілки письменників України, Харківським обласним відділенням Фонду культури України, Харківською державною науковою бібліотекою імені В. Г. Короленка та Об’єднанням підприємств «Корпорация Гидроэлекс». Метою премії є підтримка та заохочення літературної творчості молодих поетів віком до 33 років.

## Про премію
Положення про премію визначає наступний порядок прийому конкурсних творів: 
Журі Премії приймає до розгляду конкурсні поетичні добірки з 5 віршів авторів поетичних книг або публікацій у журналах, альманахах, збірниках (обсягом – від 10 творів), надрукованих упродовж останніх трьох років. Конкурсні добірки можуть бути написані на одній зі слов’янських мов:білоруській, болгарській, боснійській, македонській, польській, російській, сербській, словацькій, словенській, українській, хорватській, чорногорській, чеській.
Визначений віковий ценз для конкурсантів: не старше 35 років. Попри обмеження в мові оригіналів творів, походження або місце проживання авторів не мають значення.

Часові рамки подачі творів, їх розгляду та оголошення переможців визначені наступним чином: 
Матеріали на здобуття премії приймаються з 24 травня – День слов'янської писемності і культури – до 15 листопада. Оголошення результатів  – 3 грудня, у день народження видатного українського філософа та поета Г. С. Сковороди.
Переможці премії отримують комплекти збірок МСПП з пубікацією 20, 15, 10 творів для перших трьох місць.До збірки входять також публікації дипломантів і кращих учаснків конкурсу.

### Міжнародне журі премії
До першого складу журі Міжнародної «Слов'янської поетичної премії» ввійшли:
- Віктор Бойко (Україна) – поет, лауреат літературних премій.
- Красимир Георгієв (Болгарія) – поет, прозаїк, перекладач, лауреат літературних премій.
- Олег Комков (Російська Федерація) – поет, перекладач, критик, доцент МДУ.
- Ігор Лосієвський (Україна) – поет, критик, лауреат літературних премій, доктор філології.
- Костянтин Савельєв (Україна) – поет, заслужений працівник промисловості України.
- Сергій Шелковий (Україна) – поет, прозаїк, критик, лауреат літературних премій (голова журі).
- Владимир Ягличич[sr] (Сербія) – поет, прозаїк, перекладач, критик, лауреат літературних премій.

У 2015 році склад журі доповнив Казімеж Бурнат (Польща) — поет, перекладач, журналіст, редактор, публіцист, аніматор культури, в 2016 році відома поетка Віра Копецька (Чехія).

## Лауреати Міжнародної «Слов'янської поетичної премії»
- Перша премія МСПП-2013 – Любов Якимчук (Україна)
- Друга премія МСПП-2013 – Максим Бессонов (Російська Федерація)
- Третя премія МСПП-2013 – Лора Дінкова (Болгарія)

- Перша премія МСПП-2014 – Антоніна Тимченко (Україна)
- Друга премія МСПП-2014 – Анастасія Перевозник (Україна)
- Третя премія МСПП-2014 – Леонід Поторак (Молдова)

- Перша премія МСПП-2015 – Наталя Пасічник (Україна)
- Друга премія МСПП-2015 – Ольга Перехрест (Україна)
- Третя премія МСПП-2015 – Ґабріела Шукшто (Gabriela Szukszto, Польща)
- Третя премія МСПП-2015 – Олена Рибка (Україна).
- Перша премія МСПП-2016 – Олександр Лисак (Україна)
- Друга премія МСПП-2016 – Мар'яна Козуліна (Україна)
- Друга премія МСПП-2016 – Люцина Хворост  (Україна)
- Третя премія МСПП-2016 – Сергій Зубець (Україна)
- Третя премія МСПП-2016 – Якуб Фішер (Чехія)
- Перша премія МСПП-2017 –  Олена Кицан (Україна)
- Друга премія МСПП-2017 –  Наталя Федько (Україна)
- Третя премія МСПП-2017 – Алесь Замковський (Білорусь)
- Третя премія МСПП-2017 – Сашко Обрій (О. Кучеренко) (Україна)

- Перша премія МСПП-2018 – Катерина Бойко (Теліга) (Україна)
- Друга премія МСПП-2018 –  Лесик Панасюк (Україна)
- Третя премія МСПП-2018 – Невєна Борисова (Болгарія)
- Третя премія МСПП-2018 – Катерина Карабєн Фортун (Україна)